# Fort Wayne, Indiana
Fort Wayne je grad u američkoj saveznoj državi Indiani. Grad upravo pripada okrugu Allen. Poslije glavnog grada Indijane Indianapolisa Fort Wayne je drugi najveći grad u državi.

## Stanovništvo
Prema popisu stanovništva iz 2000. godine grad je imao 205.727 stanovnika, 83.333 domaćinstava, i 50.666 obitelji na području grada, dok je prosječna gustoća naseljenosti 444,6 stan./km². Na širem području grada živi 411.154 stanovnika. Fort Wayne je 73. po veličini grad u SAD-u.
Prema rasnoj podjeli u gradu živi najviše bijelaca kojih ima 75,45%, druga najbrojnija rasa su Afroamerikanci kojih ima 17,38%.
Grad se nalazi 32 km zapadno od granice sa saveznom državom Ohio i 80 km južno od Michigana.

## Gradovi prijatelji
- Gera, Njemačka (od 1992.)
- Płock, Poljska (od 1990.)
- Takaoka, Japan (od 1977.)

## Vanjske poveznice
- Službene stranice grada